# 이철우 (공무원)
이철우(李哲雨, 1960년~)는 제2대 새만금개발청장이다.

## 학력
- ~1981년 서울대학교 법과대학 법학 학사
- ~1997년 도호쿠 대학교 대학원 법학 석사
- ~2007년 서울대학교 대학원 법학 박사

## 경력
- 제31회 행정고시 합격
- 2007년 8월~2008년 3월 대통령비서실 경제비서관실 행정관
- 2009년 2월~2009년 8월 한국사이버대학교 강의
- 2009년 6월~2011년 4월 농림수산식품부 원양협력관
- 2011년 4월~2012년 5월 국무총리실 평가총괄정책관
- 2012년 5월~2014년 1월 국무총리실 총무비서관
- 2014년 1월~2017년 7월 국무조정실 정부업무평가실 실장
- 2017년 7월~2019년 2월 새만금개발청장